# Titenídies
Les Titenídies (en grec antic: Τιθηνίδια) eren un festival de l'antiga Esparta celebrat per les dides que tenien a càrrec seu els fills mascles dels ciutadans.
En aquesta festa, les dides (τιτθαὶ) portaven els infants fora de la ciutat, al temple d'Àrtemis Coritàl·lia, situat a la riba del riu Tíasa. Aquí sacrificaven porcs en honor dels infants, i tot seguit feien un banquet amb la carn dels animals sacrificats i també pa cuit al forn, segons que diu Ateneu de Nàucratis.